# Василистник Делавея
Рутвиця Делавая або Китайська лугова рута (лат. Thalictrum delavayi) — багаторічна трав'яниста рослина родини жовтецевих.
Китайська назва: 偏翅唐松草 (pian chi tang song cao).
Наприкінці XIX століття абат Жан-Марі Делавай (Jean Marie Delavay) виявив цей вид у провінції Юньнань (Китай).
Рутвиця Делавая культивується як красиво-квітуча садова рослина.

## Поширення

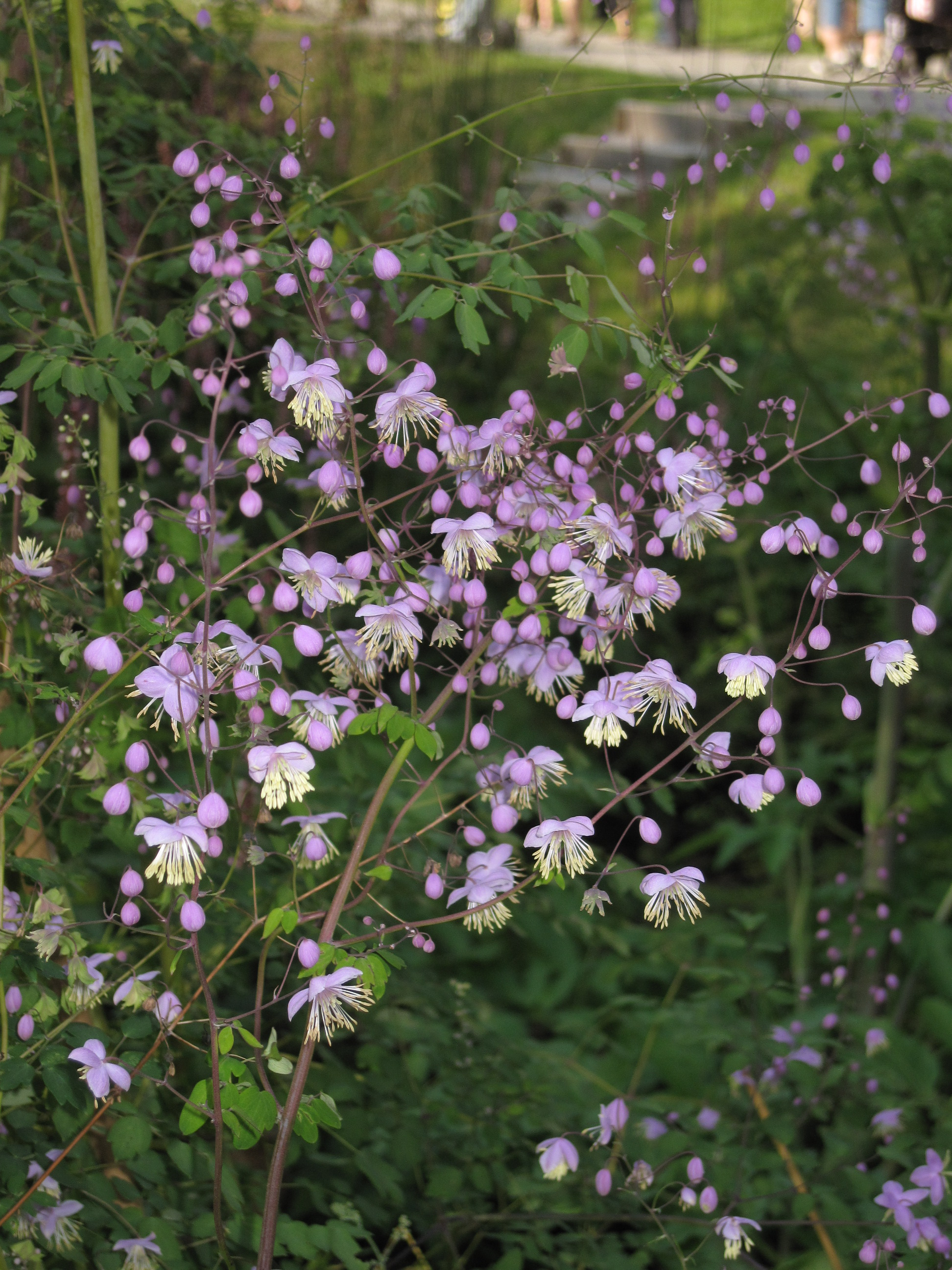

Ліси, чагарники, пагорби, покриті травою схили, тінисті місця, вздовж струмків, вологі скелясті уступи на висотах 1800-3400 метрів над рівнем моря.
Китай (Гуйчжоу, Сичуань, Тибетський автономний район, Юньнань).

## Ботанічний опис
Багаторічна трав'яниста рослина. Висота дорослих рослин до 60-200 см, у культурі 150 см.
Кореневище коротке. Нижнє листя три- або чотириразове, близько 40 см. Черешок 1,4-8 см. Листочки овальні або еліптичні, трилопатеві або цілісні, 0.5-3 × 0.3-2 (-2,5) см. Прикореневе листя в'яне під час цвітіння.
Квітки актиноморфні, без шпорців (на відміну від деяких інших рослин цієї родини), дрібні, лілово-рожеві, зібрані у велику, пухку волоть, 15-40 см. Квітконіжка 8-25 мм. Чашолистків 4 (або 5), розміри: 6-14 × 2,2-7 мм. Тичинок багато, довжина 5-7 мм.
Цвіте у червні-вересні. Плід — листянка, насіння довгасте, велике, дозріває у серпні.

## У культурі
Росте на: вологому та добре дренованому ґрунті; на сонці та в півтіні. Надає перевагу плодючому гумусному ґрунту і розсіяному сонячному промінню. Не переносить жарких і вологих умов.
Має нагороду AGM (Award of Garden Merit) — премія Королівського товариства садівників, що присуджується щорічно.
Як компаньйони рекомендуються: Molinia caerulea subsp arundinacea 'Transparent'; Physocarpus opulifolius 'Diabolo'; Miscanthus sinensis 'Morning Light' і Geranium x riversleaianum 'Mavis Simpson'.

## Сорти та різновиди
- «Thalictrum delavayi var. decorum» — різновид, що має менші розміри[2].
- «Album» — квітки білі.
- «Hewlett's Double» — відносно невисокий сорт, що повільно розростається. Висота 1 м, квітки лілово-бузкові. Тичинки так розрослися, що квіти нагадують мініатюрні помпончики. Цвіте пізніше: у серпні. Зовні нагадує гіпсофілу. Відмінно росте в будь-якому садовому ґрунті й навіть може добре пристосовуватися до холодних торф'яних ґрунтів[5].